# Presidentvalet i Iran 2013

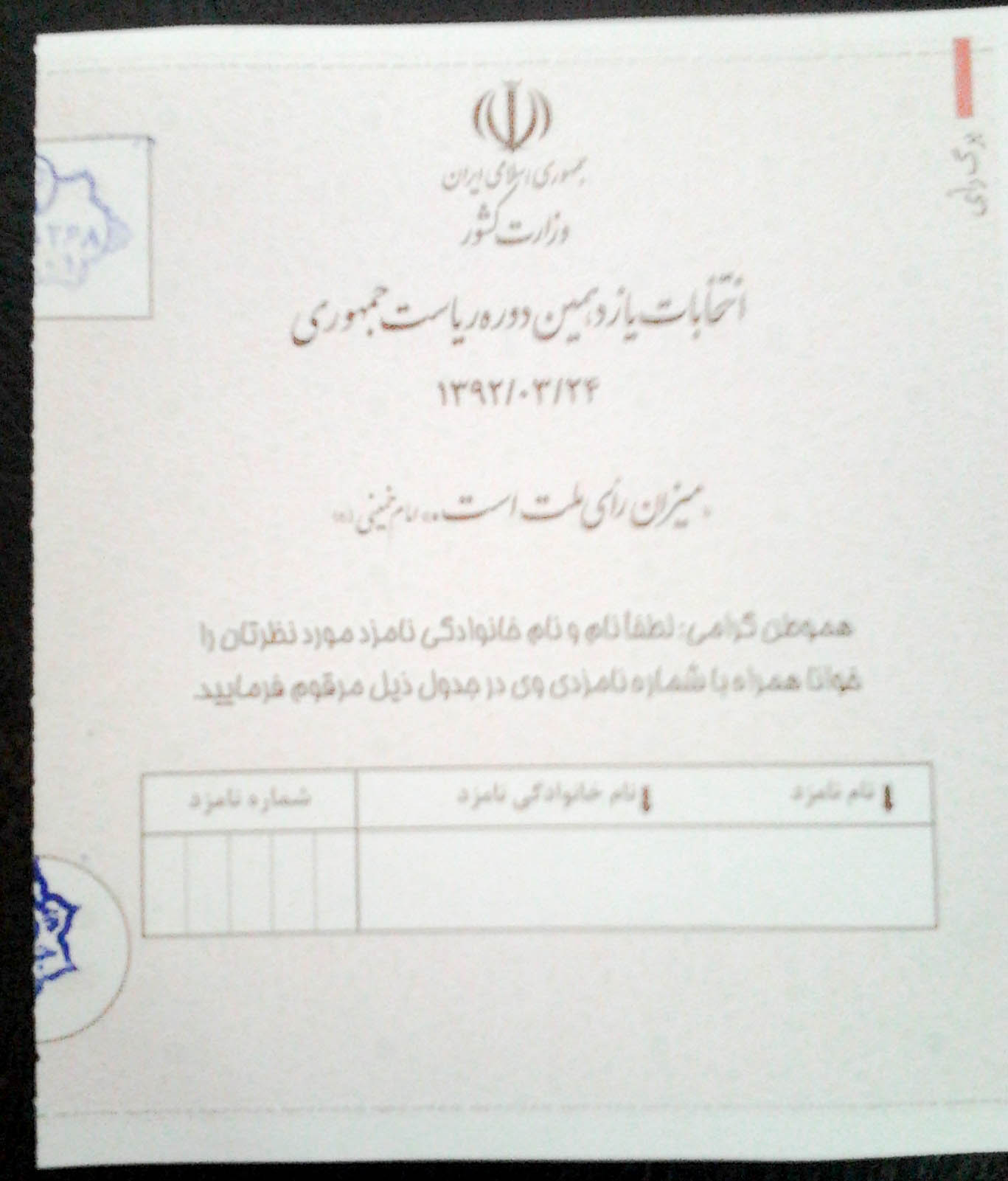
Valsedel

Den 14 juni 2013 hölls presidentval i Iran. Den 15 juni meddelades att Hassan Rohani fått strax över 50 % av rösterna och blir ny president.

## Bakgrundsinformation
Presidenten är den högsta iranska ämbetsman som kan väljas genom val. Efter den  högste ledaren i Iran, för närvarande Ali Khamenei, har presidenten den viktigaste positionen i landet. Alla iranska medborgare som är födda i Iran, tror på Gud, har islam som sin religion, alltid varit lojala mot konstitutionen och har fyllt 21 år, kan registrera sig som kandidat. Av dessa väljer Väktarrådet en handfull kandidater som blir valbara. De behöver inte motivera offentligt varför de avslår ansökan för en viss kandidat.

## Kandidater
Den 21 maj hade 2013 meddelades vilka kandidater som blir valbara. Dessa var åtta av de cirka sjuhundra kandidater som registrerats. Bland de åtta kandidaterna, finns fem "konservativa":   Gholam-Ali Haddad-Adel, Mohammad Bagher Ghalibaf, Ali Akbar Velayati, Mohsen Rezaee och Saeed Jalili, två "moderat progressiva": Mohammad Reza Aref och Hassan Rohani, och en oberoende: Mohammad Gharazi. Den förre reformistiske presidenten Rafsanjani ville delta, men hans kandidatur avslogs den 21 maj av Väktarrådet. Även den nationalistiska kandidaten Esfandiar Rahim Mashaei, nära allierad med den sittande presidenten Mahmoud Ahmadinejad, diskvalificerades.
Den 10 juni meddelade den konservative Haddad-Adel att han drar tillbaka sin kandidatur samtidigt som han uppmanade folket att "noggrant iaktta den högste ledarens kriterier" och rösta på en konservativ kandidat.
Den 11 juni meddelade Mohammad Reza Aref att han drar tillbaka sin kandidatur.

### Konservativa
- Mohammad Bagher Ghalibaf
- Mohsen Rezaee
- Saeed Jalili

### Moderat progressiv
- Hassan Rohani

### Oberoende
- Mohammad Gharazi

## Rösträkningen inledd
När 18 % av rösterna räknats leder Hassan Rohani med en röstandel på ca 52 %, och har således en chans att vinna valet redan i första valomgången. Om ingen kandidat ensam får över 50 % ska en andra valomgång arrangeras. På andra plats ligger för närvarande Mohammad Bagher Ghalibaf med ca 17 % av rösterna, på tredje Saeed Jalili med ca 13 %, och på fjärde Mohsen Rezaee med ca 10 %.

## Resultat
Senare den 15 juni meddelades att Hassan Rohani blir ny president och att han fått strax över 50 % av rösterna.